# Liste der Baudenkmäler in Kronburg

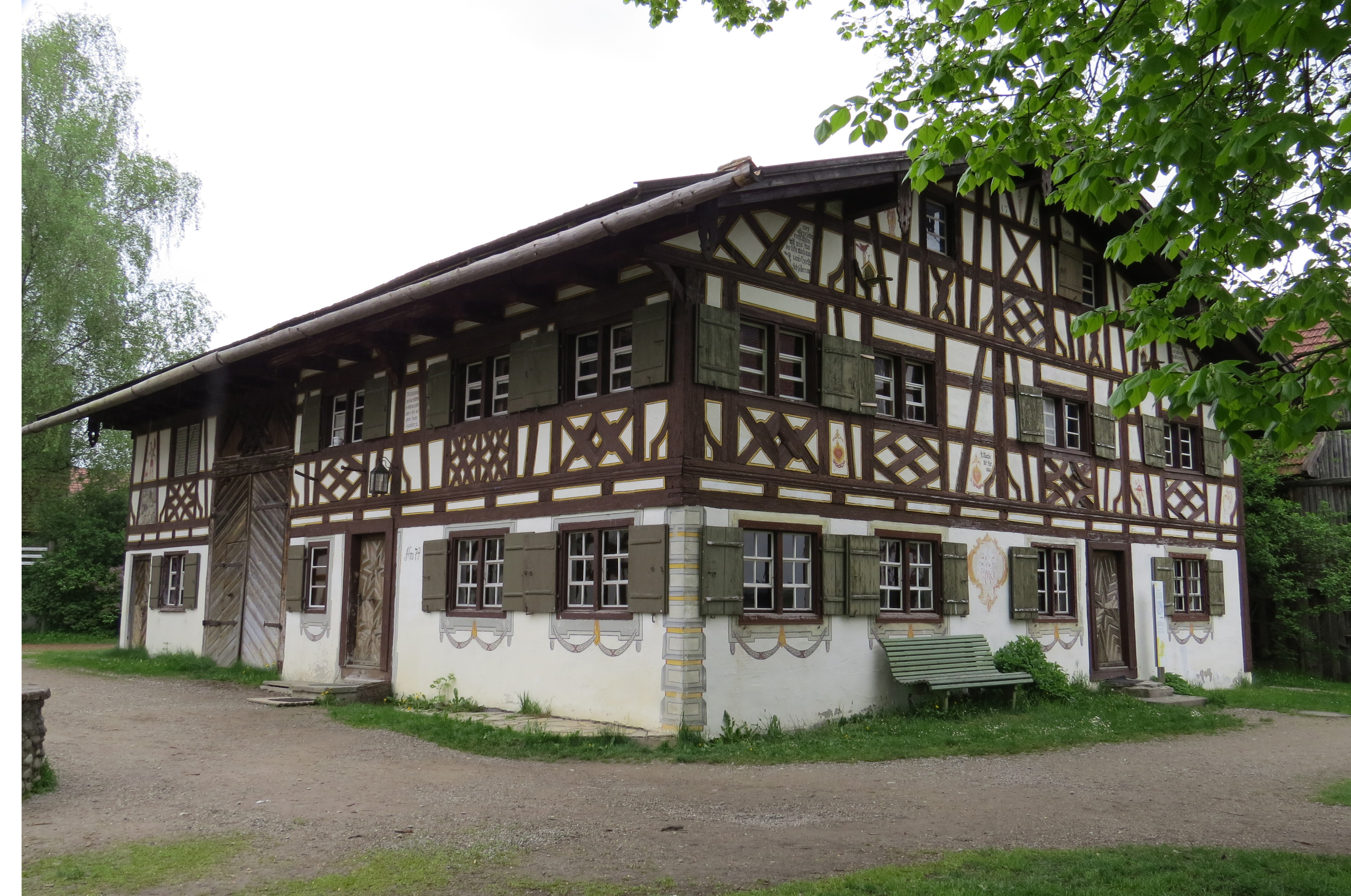
Grieshof im Schwäbischen Bauernhofmuseum Illerbeuren, Kronburg

Auf dieser Seite sind die Baudenkmäler in der schwäbischen Gemeinde Kronburg zusammengestellt. Diese Tabelle ist eine Teilliste der Liste der Baudenkmäler in Bayern. Grundlage ist die Bayerische Denkmalliste, die auf Basis des Bayerischen Denkmalschutzgesetzes vom 1. Oktober 1973 erstmals erstellt wurde und seither durch das Bayerische Landesamt für Denkmalpflege geführt wird. Die folgenden Angaben ersetzen nicht die rechtsverbindliche Auskunft der Denkmalschutzbehörde.

## Baudenkmäler nach Ortsteilen

### Kronburg
| Lage                                                 | Objekt                                       | Beschreibung | Akten-Nr.     | Bild                                       |
| ---------------------------------------------------- | -------------------------------------------- | --- | ------------- | ------------------------------------------ |
| Burgstraße 1 (Standort)                              | Schloss der Freiherren von Vequel-Westernach | Vierflügelanlage mit Ecktürmen, drei- bzw. viergeschossiger Nordflügel mit Altane, dreigeschossiger Ost- und Westflügel mit Walmdach, dreigeschossiger Südflügel mit Satteldach und Schlosskapelle, Nordflügel im Kern 12./13. Jahrhundert, Kapelle 16. Jahrhundert und Umgestaltung im 18. Jahrhundert, Westflügel im Kern 15. Jahrhundert und im Wesentlichen 16. Jahrhundert; mit Ausstattung | D-7-78-161-2  | weitere Bilder                             |
| Eichwäldle (Standort)                                | Grenzstein                                   | Grenzstein der Herrschaft Kronburg, 18. Jahrhundert | D-7-78-161-11 | BW                                         |
| Hauptstraße (ca. 400 m südlich des Ortes) (Standort) | Wegweiser                                    | Dreiseitiger Obelisk auf vierseitigem Sockel, Tuffstein, um 1800 | D-7-78-161-6  | weitere Bilder                             |
| Hauptstraße 6 (Standort)                             | Pfarrhof                                     | Zweigeschossiger Satteldachbau, 1744 | D-7-78-161-4  | weitere Bilder                             |
| Hauptstraße 11, 13, 15 (Standort)                    | Zehentstadel                                 | Satteldachbau mit Giebelgesimsen und Krangaupe, 17./18. Jahrhundert; Nebengebäude, zweigeschossiges Satteldachhaus mit Fachwerk, wohl 1795 | D-7-78-161-3  | weitere Bilder                             |
| Hauptstraße 43 (Standort)                            | Wohnteil eines ehemaligen Mittertennhauses   | Zweigeschossiger Satteldachbau mit Fachwerkobergeschoss und geschnitzten Bügen, 18. Jahrhundert | D-7-78-161-43 | Wohnteil eines ehemaligen Mittertennhauses |
| Illerbeurer Straße 2 (Standort)                      | Kath. Filialkirche zur Hl. Dreifaltigkeit    | Saalbau mit östlichem Turm mit leicht geschwungener Kuppelhaube, 1583, Umgestaltung 1786/87; mit Ausstattung | D-7-78-161-1  | weitere Bilder                             |
| Im Ösch (Standort)                                   | Bildstock                                    | Toskanische Säule mit vierseitigem Aufsatz, 17. Jahrhundert; ca. 1 km westlich des Ortes | D-7-78-161-5  | weitere Bilder                             |

### Greuth
| Lage                 | Objekt                | Beschreibung                                                                                                | Akten-Nr.     | Bild           |
| -------------------- | --------------------- | --- | ------------- | -------------- |
| Greuth 20 (Standort) | Bauernhaus            | Zweigeschossiger Satteldachbau mit bemaltem Tennentor, frühes 19. Jahrhundert, Wirtschaftsteil modernisiert | D-7-78-161-14 | BW             |
| In Greuth (Standort) | Kapelle St. Sebastian | Neugotischer Rechteckbau mit Satteldach, 1853; mit Ausstattung                                              | D-7-78-161-12 | weitere Bilder |

### Illerbeuren
| Lage                                                                                              | Objekt                                       | Beschreibung | Akten-Nr.               | Bild |
| ------------------------------------------------------------------------------------------------- | -------------------------------------------- | --- | ----------------------- | --- |
| Am Straun 1 (Standort)                                                                            | Bauernhaus                                   | Zweigeschossiger Walmdachbau, Wirtschaftsteil mit Satteldach, wohl 1. Hälfte 19. Jahrhundert | D-7-78-161-16           | Bauernhaus |
| Am Straun 4 (Standort)                                                                            | Badestube                                    | Tonnengewölbe, 1373 erwähnt; im Keller | D-7-78-161-17           | BW |
| Illerstraße 1 (bei der früheren Illerbrücke) (Standort)                                           | Sühnekreuz                                   | Tuffstein, um 1530 | D-7-78-161-25           | [[Vorlage:Bilderwunsch/code!/C:47.900175,10.121541!/D:Illerstraße 1 (bei der früheren Illerbrücke), Sühnekreuz!/\|BW]]                                                                                    |
| Kirchplatz 1 (Standort)                                                                           | Friedhofskapelle                             | Walmdachbau mit Ölbergnische, 1771; mit Ausstattung | D-7-78-161-18           | weitere Bilder |
| Kirchplatz 1 (Standort)                                                                           | Kath. Pfarrkirche Mariä Himmelfahrt          | Saalbau mit eingezogenem Chor und nördlichem Satteldachturm, Turmunterbau wohl 14. Jahrhundert, Chor und Sakristei wohl 2. Hälfte 15. Jahrhundert, Umbau 1722–29, Erneuerungen 1854, 1907/08 und 1935; mit Ausstattung                                      | D-7-78-161-15           | weitere Bilder |
| Nähe Schlottergasse; Schlottergasse 1; Museumstraße 4; Museumstraße 6; Museumstraße 8. (Standort) | Bauernhofmuseum Illerbeuren St.-Ulrich-Sölde | Ehemaliges Kleinbauern- und Handwerkerhaus, zweigeschossiger Mittertennbau mit steilem Satteldach, 1696 (dendrochronologisch datiert), 1812 erweitert, 1955 museal eingerichtet. (Bauernhofmuseum Haus Nr. 1)                                               | D-7-78-161-21           | weitere Bilder |
| Nähe Schlottergasse; Schlottergasse 1; Museumstraße 4; Museumstraße 6; Museumstraße 8. (Standort) | Bauernhofmuseum Illerbeuren Gromerhof        | Ehemaliges Bauernhaus, zweigeschossiger Mittertennbau mit Satteldach, Obergeschoss und Giebel Fachwerk, dendrochronologisch datiert 1702, 1970–76 für das Museum umgebaut. (Bauernhofmuseum Haus Nr. 8a)                                                    | D-7-78-161-21 zugehörig | weitere Bilder |
| Nähe Schlottergasse; Schlottergasse 1; Museumstraße 4; Museumstraße 6; Museumstraße 8. (Standort) | Bauernhofmuseum Illerbeuren Neubauerhof      | Ehemaliges Bauernhaus, zweigeschossiger Mittertennbau mit Satteldach und Wandmalerei, dendrochronologisch datiert um 1800, 1983 für das Museum umgebaut. (Bauernhofmuseum Haus Nr. 19 a)                                                                    | D-7-78-161-21 zugehörig | [[Vorlage:Bilderwunsch/code!/C:47.902764356325,10.124673843384!/D:Nähe Schlottergasse; Schlottergasse 1; Museumstraße 4; Museumstraße 6; Museumstraße 8., Bauernhofmuseum Illerbeuren Neubauerhof!/\|BW]] |
| Nähe Schlottergasse; Schlottergasse 1; Museumstraße 4; Museumstraße 6; Museumstraße 8. (Standort) | Bauernhofmuseum Illerbeuren Nattererhof      | Ehemaliges Bauernhaus, zweigeschossiger Mittertennbau mit Satteldach und Zierfachwerk am Wirtschaftsteil, Wirtschaftsteil 1780 (dendrochronologisch datiert), der Wohnteil um 1870 erneuert, 1993 für das Museum adaptiert. (Bauernhofmuseum Haus Nr. 20 a) | D-7-78-161-21 zugehörig | weitere Bilder |
| Nähe Schlottergasse; Schlottergasse 1; Museumstraße 4; Museumstraße 6; Museumstraße 8. (Standort) | Bauernhofmuseum Illerbeuren Pfarrstadel      | Ehemaliger Pfarrstadel, Ständerbohlenbau mit Satteldach, bezeichnet 1826, Unterbau 1712 (dendrochronologisch datiert), 1967 aus Arlesried transferiert. (Bauernhofmuseum Haus Nr. 2)                                                                        | D-7-78-161-21 zugehörig | weitere Bilder |
| Nähe Schlottergasse; Schlottergasse 1; Museumstraße 4; Museumstraße 6; Museumstraße 8. (Standort) | Bauernhofmuseum Illerbeuren Zehentstadel     | Ehemaliger Zehentstadel, Fachwerkbau mit Satteldach, bezeichnet 1791, im Kern wohl älter, 1971 aus Krugzell/Lkr. Oberallgäu transferiert. (Bauernhofmuseum Haus Nr. 3)                                                                                      | D-7-78-161-21 zugehörig | weitere Bilder |
| Nähe Schlottergasse; Schlottergasse 1; Museumstraße 4; Museumstraße 6; Museumstraße 8. (Standort) | Bauernhofmuseum Illerbeuren Uttenhof         | Zweigeschossiger, zweiteiliger, verbretterter Flachsatteldachbau, Kornkasten Blockbau, bezeichnet 1791, Wohnteil Ständerbohlenbau, 1745 (dendrochronologisch datiert), 1971/72 aus Uttenhofen/Württemberg transferiert. (Bauernhofmuseum Haus Nr. 4)        | D-7-78-161-21 zugehörig | weitere Bilder |
| Nähe Schlottergasse; Schlottergasse 1; Museumstraße 4; Museumstraße 6; Museumstraße 8. (Standort) | Bauernhofmuseum Illerbeuren Grieshof         | Ehemaliges Bauernhaus, zweigeschossiger Flachsatteldachbau mit Fachwerkobergeschoss und -giebel, 1788, 1973 aus Krugzell/Lkr. Oberallgäu transferiert. (Bauernhofmuseum Haus Nr. 6)                                                                         | D-7-78-161-21 zugehörig | weitere Bilder |
| Nähe Schlottergasse; Schlottergasse 1; Museumstraße 4; Museumstraße 6; Museumstraße 8. (Standort) | Bauernhofmuseum Illerbeuren Kornspeicher     | Ehemaliger Kornspeicher, eingeschossiger Blockbau mit überkragendem Fachwerkgiebel und Satteldach, über der Tür bezeichnet 1686, 1974 aus Volkratshofen/Stadt Memmingen transferiert. (Bauernhofmuseum Haus Nr. 7)                                          | D-7-78-161-21 zugehörig | weitere Bilder |
| Nähe Schlottergasse; Schlottergasse 1; Museumstraße 4; Museumstraße 6; Museumstraße 8. (Standort) | Bauernhofmuseum Illerbeuren Austragshaus     | Ehemaliges Austragshaus, zweigeschossiger, einraumtiefer Fachwerkbau mit Satteldach, im Kern um 1780 (dendrochronologisch datiert) 1823, 1977 aus Woringen transferiert. (Bauernhofmuseum Haus Nr. 10)                                                      | D-7-78-161-21 zugehörig | weitere Bilder |
| Nähe Schlottergasse, Schlottergasse 2 (Standort)                                                  | Pfarrhof                                     | Zweigeschossiger Satteldachbau, 17./18. Jahrhundert; Gartenhaus, Zeltdachbau mit Ecklisenen, Mitte 18. Jahrhundert; ehemaliger Pfarrstadel, jetzt Schwäbisches Schützenmuseum, Satteldachbau mit korbbogigen Einfahrten, 1722                               | D-7-78-161-24           | weitere Bilder |
| Iller (am südwestlichen Ortsrand) (Standort)                                                      | Ehemalige Eisenbahnbrücke über die Iller     | Aufgeständerte Bogenbrücke in Stampfbeton, 1904 (teilweise im Gebiet der Gemeinde Lautrach) | D-7-78-161-45           | weitere Bilder |

### Kardorf
| Lage                            | Objekt                          | Beschreibung | Akten-Nr.     | Bild                       |
| ------------------------------- | ------------------------------- | --- | ------------- | -------------------------- |
| Au 1 (Standort)                 | Bauernhaus                      | Satteldachbau mit Fachwerkgiebeln, bezeichnet 1718 und 1780 | D-7-78-161-27 | BW                         |
| Ferthofer Straße (Standort)     | Zehentstadel                    | Satteldachbau mit stichbogiger Einfahrt, bezeichnet 1710 | D-7-78-161-28 | Zehentstadel               |
| Ferthofer Straße 5 (Standort)   | Ehemaliges Schmiedeanwesen      | Wohnhaus, eingeschossiger Satteldachbau mit Fachwerkgiebel, wohl Anfang 19. Jahrhundert; Stadel und Schmiedewerkstatt, Satteldachbau, Mitte 19. Jahrhundert, modernisiert                               | D-7-78-161-44 | Ehemaliges Schmiedeanwesen |
| Ferthofer Straße 7 (Standort)   | Stadel                          | Verbretterter Satteldachbau mit Kornkasten, bezeichnet 1711 | D-7-78-161-29 | Stadel                     |
| Hitzenhofer Straße (Standort)   | Sühnekreuz                      | Tuffstein, 1556; am Ortsausgang nach Hitzenhofen | D-7-78-161-31 | Sühnekreuz                 |
| Hitzenhofer Straße 2 (Standort) | Kath. Filialkirche St. Nikolaus | Saalbau mit eingezogenem Chor und nördlichem Turm mit Zwiebelhaube, Turmunterbau wohl spätmittelalterlich, um 1730; mit Ausstattung; Friedhofsmauer mit Schießscharten und Torpfeilern, 17. Jahrhundert | D-7-78-161-26 | weitere Bilder             |
| Im Triangelholz (Standort)      | Grenzstein                      | des Memminger Unterhospitals, bezeichnet 1759; am Villenbach | D-7-78-161-32 | BW                         |

### Oberbinnwang
| Lage                      | Objekt    | Beschreibung                                                                                   | Akten-Nr.     | Bild           |
| ------------------------- | --------- | ---------------------------------------------------------------------------------------------- | ------------- | -------------- |
| Binnwanger Weg (Standort) | Bildstock | Oktogonaler Pfeiler mit vierseitigem Aufbau, 15./16. Jahrhundert; 500 m nordwestlich des Ortes | D-7-78-161-33 | weitere Bilder |

### Unterbinnwang
| Lage                                         | Objekt     | Beschreibung                                                                             | Akten-Nr.     | Bild           |
| -------------------------------------------- | ---------- | ---------------------------------------------------------------------------------------- | ------------- | -------------- |
| Grönenbacher Weg, Unterbinnwang 5 (Standort) | Bildstock  | Pfeiler mit Nischenaufbau, Tuffstein, 19. Jahrhundert                                    | D-7-78-161-39 | weitere Bilder |
| Unterbinnwang 1 (Standort)                   | Bauernhaus | Zweigeschossiger Mittertennbau mit Satteldach, bezeichnet 1668, Wirtschaftsteil erneuert | D-7-78-161-35 | BW             |
| Unterbinnwang 13 (Standort)                  | Bauernhaus | Zweigeschossiger Bau mit abgewalmtem Satteldach und Fachwerkgiebel, 18. Jahrhundert      | D-7-78-161-37 | Bauernhaus     |

### Wagsberg
| Lage                   | Objekt     | Beschreibung                                                                          | Akten-Nr.     | Bild           |
| ---------------------- | ---------- | ------------------------------------------------------------------------------------- | ------------- | -------------- |
| In Wagsberg (Standort) | Kapelle    | Kleiner Rechteckbau, wohl 18. Jahrhundert; mit Ausstattung                            | D-7-78-161-40 | weitere Bilder |
| Wagsberg 1 (Standort)  | Bauernhaus | Zweigeschossiger Mittertennenbau mit Satteldach, um 1795 aus Illerbeuren ausgesiedelt | D-7-78-161-41 | Bauernhaus     |

## Ehemalige Baudenkmäler
In diesem Abschnitt sind Objekte aufgeführt, die früher einmal in der Denkmalliste eingetragen waren, jetzt aber nicht mehr. Objekte, die in anderem Zusammenhang also z. B. als Teil eines Baudenkmals weiter eingetragen sind, sollen hier nicht aufgeführt werden. Aktennummern in diesem Abschnitt sind ehemalige, jetzt nicht mehr gültige Aktennummern.

| Lage                                                  | Objekt                           | Beschreibung                                                                                       | Akten-Nr.     | Bild |
| ----------------------------------------------------- | -------------------------------- | -------------------------------------------------------------------------------------------------- | ------------- | --- |
| Kronburg Brändenholz (Standort)                       | Grenzstein des Antoniterklosters | 18. Jahrhundert; im Brentenwald                                                                    | D-7-78-161-9  | BW |
| Kronburg Im Hurrenwald ()                             | Grenzstein                       | Grenzstein der Herrschaft Kronburg, 18. Jahrhundert                                                | D-7-78-161-8  | |
| Kronburg Nähe Hopfengarten (im Hurrenwald) (Standort) | Grenzstein                       | des Memminger Unterhospitals, 18. Jahrhundert                                                      | D-7-78-161-7  | [[Vorlage:Bilderwunsch/code!/C:47.904462,10.132565!/D:Nähe Hopfengarten (im Hurrenwald), Grenzstein!/\|BW]] |
| Kronburg Rote Lache ()                                | Grenzstein                       | Grenzstein der Herrschaft Kronburg, 18. Jahrhundert                                                | D-7-78-161-10 | |
| Greuth Greuth 11 (Standort)                           | Zugehöriger Kornkasten           | Bezeichnet 1696                                                                                    | D-7-78-161-13 | BW |
| Illerbeuren Museumstraße 8 (Standort)                 | Ehemaliges Bauernhaus (Sirchhof) | Mittertennbau mit reicher Wandmalerei, 18. Jahrhundert                                             | D-7-78-161-23 | BW |
| Kardorf Steinbacher Straße 2 (Standort)               | Nische mit Holzfigur             | Muttergottes, 1700                                                                                 | D-7-78-161-30 | BW |
| Rothmoos Grenzsteine ()                               | Zwei Grenzsteine                 | Grenzsteine der Herrschaft Kronburg; südöstlich des Weilers                                        | D-7-78-161-34 | |
| Unterbinnwang Unterbinnwang 10 (Standort)             | Ehemaliges Bauernhaus            | mit Fachwerk, wohl noch 16. Jahrhundert                                                            | D-7-78-161-36 | BW |
| Unterbinnwang ()                                      | Feldkapelle                      | Quadratischer Bau mit stichbogiger Nische und flachem Satteldach, 18. Jahrhundert; mit Ausstattung | D-7-78-161-38 | |